# الدين السومري

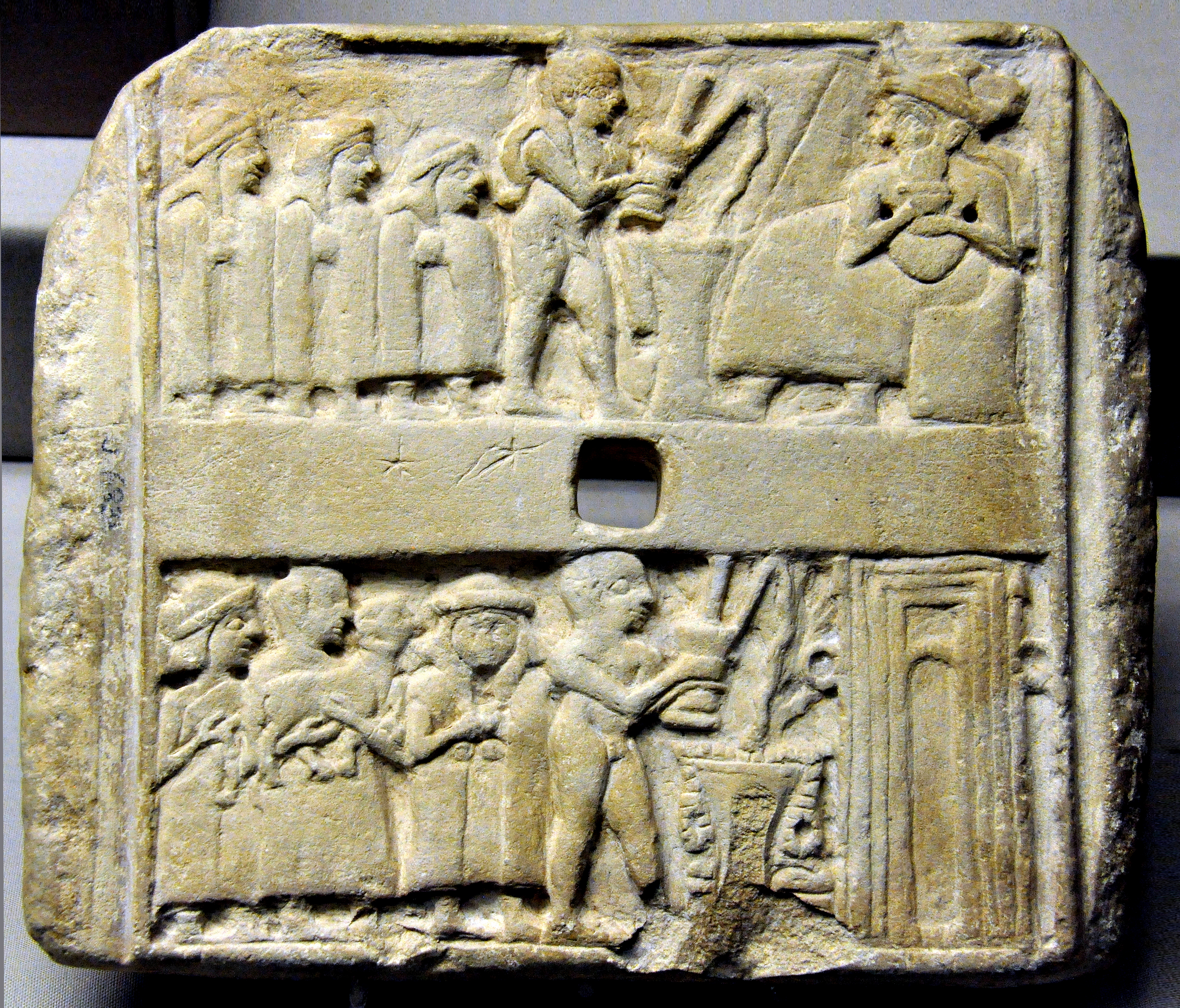

كانت الديانة السومرية هي الديانة التي مارسها الشعب السومري وتمسك بها، وهي أول حضارة لمحو الأمية في الشرق الأدنى القديم. اعتبر السومريون أن الإله مسؤول عن كل الأمور المتعلقة بالأوامر الطبيعية والاجتماعية.
كانت دول المدينة محكومة فعليًا من قبل الكهنة الثيوقراطيين والمسؤولين الدينيين قبل بداية الملكية في سومر. استُبدل هذا الدور لاحقًا من قبل الملوك، ولكن استمر الكهنة في ممارسة تأثير كبير على المجتمع السومري. كانت المعابد السومرية في العصور المبكرة، عبارة عن هياكل بسيطة مؤلفة من غرفة واحدة، بُنيت في بعض الأحيان على منصات مرتفعة. وقرب نهاية الحضارة السومرية، تطورت هذه المعابد إلى زقورة - هياكل هرمية طويلة القامة مع ملاذات في الأعلى.
اعتقد السومريون أن الكون قد نشأ عبر سلسلة من أساطير الخلق. أولًا، أنجبت نامو، المياه البدائية، أنو (السماء) وكي (الأرض)، اللذان تزاوجا وأنجبا ابنًا اسمه إنليل. فصل إنليل السماء عن الأرض وادعى أن الأرض هي ملكه. يُعتقد أن إنكي، ابن أنو وكي هو من خلق البشر. كانت الجنة مخصصة حصريًا للآلهة، وعند موتهم، كان يُعتقد أن جميع أرواح البشر، بغض النظر عن سلوكهم أثناء الحياة، ستذهب إلى إركالا، كهف بارد ومظلم عميق تحت الأرض، محكوم من قبل الآلهة إرشكيجال. وكان الطعام الوحيد المتاح هو الغبار الجاف. اعتُقد لاحقًا أن إرشكيجال كانت تحكم إلى جانب زوجها نيرغال، إله الموت.
من أهم الآلهة السومرية: أنو إله الجنة، إنليل إله الريح والعاصفة، إنكي إله الماء والثقافة الإنسانية، ننهورساج إلهة الخصوبة والأرض، أوتو إله الشمس والعدالة والده سين إله القمر. خلال فترة الإمبراطورية الأكدية وما بعدها، عُظّمت إنانا، إلهة الجنس والجمال والحرب، على نطاق واسع من قبل الشعب السومري وظهرت في العديد من الأساطير، بما في ذلك قصة نزولها إلى العالم السفلي.
أثرت الديانة السومرية بشدة على ديانة بلاد ما بين النهرين؛ واحتُفظ بعناصر منها في الأساطير والديانات من الحوريين والإمبراطورية الأكدية وبلاد بابل وآشور وغيرهم من المجموعات الثقافية في الشرق الأوسط. لاحظ علماء الأساطير العديد من أوجه الشبه بين قصص السومريين القدامى وتلك التي سُجلت لاحقًا في الأجزاء الأولى من الكتاب العبري.

## المعابد

### المسماريات المكتوبة
نُقلت الأساطير السومرية عبر التراث الشفوي إلى أن اختُرعت الكتابة (الأسطورة الأولى المُكتشفة حتى الآن، هي ملحمة جلجامش السومرية، وهي مكتوبة على سلسلة من أقراص الطين المكسورة). استُخدمت الكتابة المسمارية المبكرة بشكل أساسي كأداةٍ لحفظ السجلات؛ ولم تكن شائعة حتى أواخر فترة الأسرة الحاكمة التي أصبحت فيها الكتابات الدينية سائدة لأول مرة باعتبارها تراتيلًا تمدح المعبد وشكلًا من أشكال «التعويذة». كانت هذه الألواح مصنوعة أيضًا من الطين أو الحجر، واستخدمت مجموعة صغيرة لصنع الرموز.

### الهندسة المعمارية
كانت مجمعات المعابد في المدن السومرية عبارة عن هياكل صغيرة مكونة من غرفة واحدة. وفي أوائل فترة الأسرة الحاكمة، طورت المعابد شرفات مرتفعة وغرف متعددة. وفي قرب نهاية الحضارة السومرية، أصبحت الزقورة هي هيكل المعبد المفضل للمراكز الدينية في بلاد ما بين النهرين. كانت المعابد مقرًا ثقافيًا ودينيًا وسياسيًا حتى عام 2500 قبل الميلاد تقريبًا، مع ظهور ملوك عسكريين يُعرفون باسم لوغاس («رجل» + «كبير») وبعد ذلك، وُضعت الأماكن المخصصة للقيادات السياسية والعسكرية في مواقع منفصلة «القصر».

## الآلهة السومرية
الانوناكي: هي تسمية تطلق على جميع الالهه السومريين
أنو (اله السماء): كبير الالهة وكان مركز عبادته في القسم الثاني من مدينة الوركاء والمدعو «كولاب» ويوجد في هذا القسم من الوركاء زقورة (المعبد المدرج) الاله المذكور وكان معبده يقع فوقها
إنانا (الهة السماء والحب): وهي سيدة السماء وتعتبر الهة الحب والجمال والقتال وهي ابنة الاله (أنو) وهي حبيبة الاله (تموز) اله الخصب والرعي وتلفظ باللغة البابلية «عشتار»
إنكي (اله الماء والحكمة): هو إله المياه والحكمة وياتي في المرتبة الثانية في قائمة الثالوث المقدس السومري (انو-اينكي-نركال) ومركز عبادته في مدينة إريدو
إنليل (اله الهواء): هو إله الهواء في الاساطير السومرية ويعتبر ابن الإله «انو» وشقيق الالهه «أينانا» ومركز عبادته في مدينة نفر
إرا (اله الوباء والحرب): هو إله الحرب ومعبده يعرف باسم «ميسلام» في مدينة كوثى (تل إبراهيم حاليا)
أوتو (اله الشمس): هو إله الشمس وهو ابن الالهه «اينانا» ومركز عبادته في مدينة لارسا ويلفظ بالاكدية «شمش»
شكان (اله الحيوانات والوحش): يعتبر إله الحيوان والوحش والذي يتربص للمسافرين ليلا ويقوم باكلهم ويقف على حراسته المردة والجن
سين (اله القمر): هو إله القمر ومركز عبادته في مدينة أور وهو والد اله الشمس «اوتو»
نرغال (اله العالم السفلي): هو إله العالم السفلي والجحيم السومري «كور» ويعتبر ابن الاله «انليل» اله الهواء
لبيتوم (الهة الطابوق واللبن): هي الهة الطابوق واللبن والبناء كان الناس يعبدونها ويتقربون لها عندما كان يعزم احدهم على بناء بيت أو مسكن له
تموز (اله الخصب والرعي): هو إله الخصب والرعي ويعتبر معشوق الإله «أينانا» ذكرت الاسطورة البابلية بان الاله «تموز» قد أخذ إلى العالم السفلي «كور» ولاقا ما لاقاه من أنواع العذاب في المملكة المظلمة حتى توسطت الالهه «أينانا» عند ابن اخياها الاله «نركال» اله العالم السفلي حتى رضي بإخراجه بشرط ان يخرج في شهر تموز من كل سنة ثم يعود إلى المملكة المظلمة (المصدر=كتاب عذابات الاله تموز)